# 5868 Ohta
5868 Ohta è un asteroide della fascia principale. Scoperto nel 1988, presenta un'orbita caratterizzata da un semiasse maggiore pari a 2,6786072 UA e da un'eccentricità di 0,2025931, inclinata di 3,13065° rispetto all'eclittica.